# Peraküla (Lääne-Nigula)
Peraküla is een plaats in de Estlandse gemeente Lääne-Nigula, provincie Läänemaa. De plaats heeft de status van dorp (Estisch: küla).
Tot in oktober 2017 hoorde Peraküla bij de gemeente Nõva. In die maand werd Nõva bij de fusiegemeente Lääne-Nigula gevoegd.
De plaats ligt aan de Estlandse noordkust.

## Bevolking
Het dorp had 20 inwoners op 31 december 2011 en 15 inwoners op 31 december 2021.